# عمر مالک
عمر مالک (انگلیسی: Omar Malik؛ زادهٔ ۹ آوریل ۱۹۹۲) بازیکن فوتبال اهل پاکستان-نروژ است.
وی همچنین در تیم ملی فوتبال پاکستان بازی کرده است.